# Chorisoneura minuta
Chorisoneura minuta är en kackerlacksart som beskrevs av Henri Saussure 1869. Chorisoneura minuta ingår i släktet Chorisoneura och familjen småkackerlackor. Inga underarter finns listade i Catalogue of Life.